# Hunkovce
Hunkovce (ungarisch Felsőhunkóc – bis 1902 Hunkóc) ist ein Ort und eine Gemeinde im Nordosten der Slowakei, mit 311 Einwohnern (Stand 31. Dezember 2024) und liegt im Okres Svidník, einem Landkreis des Prešovský kraj.

## Geographie

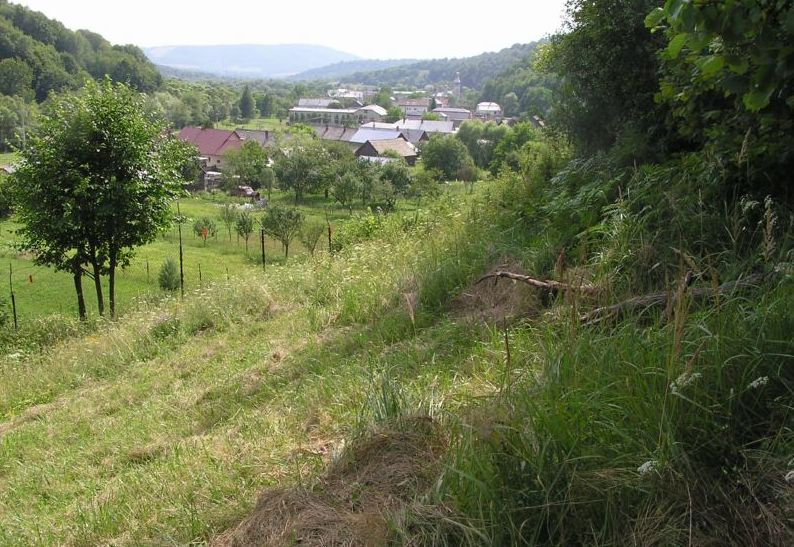
Blick auf den Ort

Die Gemeinde liegt am Südhang der Niederen Beskiden am Fluss Ladomirka, zwischen der Stadt Svidník 11 Kilometer nach Südwesten und dem neun Kilometer nördlich gelegenen Duklapass.

## Geschichte
Der Ort wurde um 1525 von einem Schultheiß gegründet und wird zum ersten Mal 1548 schriftlich erwähnt. Die Ortschaft gehörte zum Herrschaftsgut der Burg Makovica. 1828 waren 33 Häuser und 251 Einwohner zu verzeichnen.

## Bevölkerung
| Jahr                | 1994 | 2004     | 2014    | 2024    |
| ------------------- | ---- | -------- | ------- | ------- |
| Anzahl der Personen | 266  | 342      | 334     | 311     |
| Unterschied         |      | +28,57 % | −2,33 % | −6,88 % |

| Jahr                | 2023 | 2024 |
| ------------------- | ---- | ---- |
| Anzahl der Personen | 311  | 311  |
| Unterschied         |      | +0 % |

## Sehenswürdigkeiten

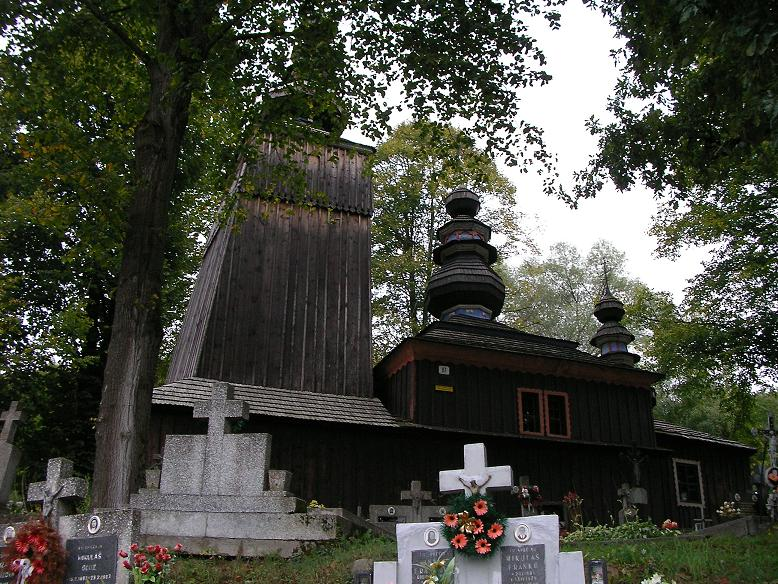
Holzkirche in Hunkovce

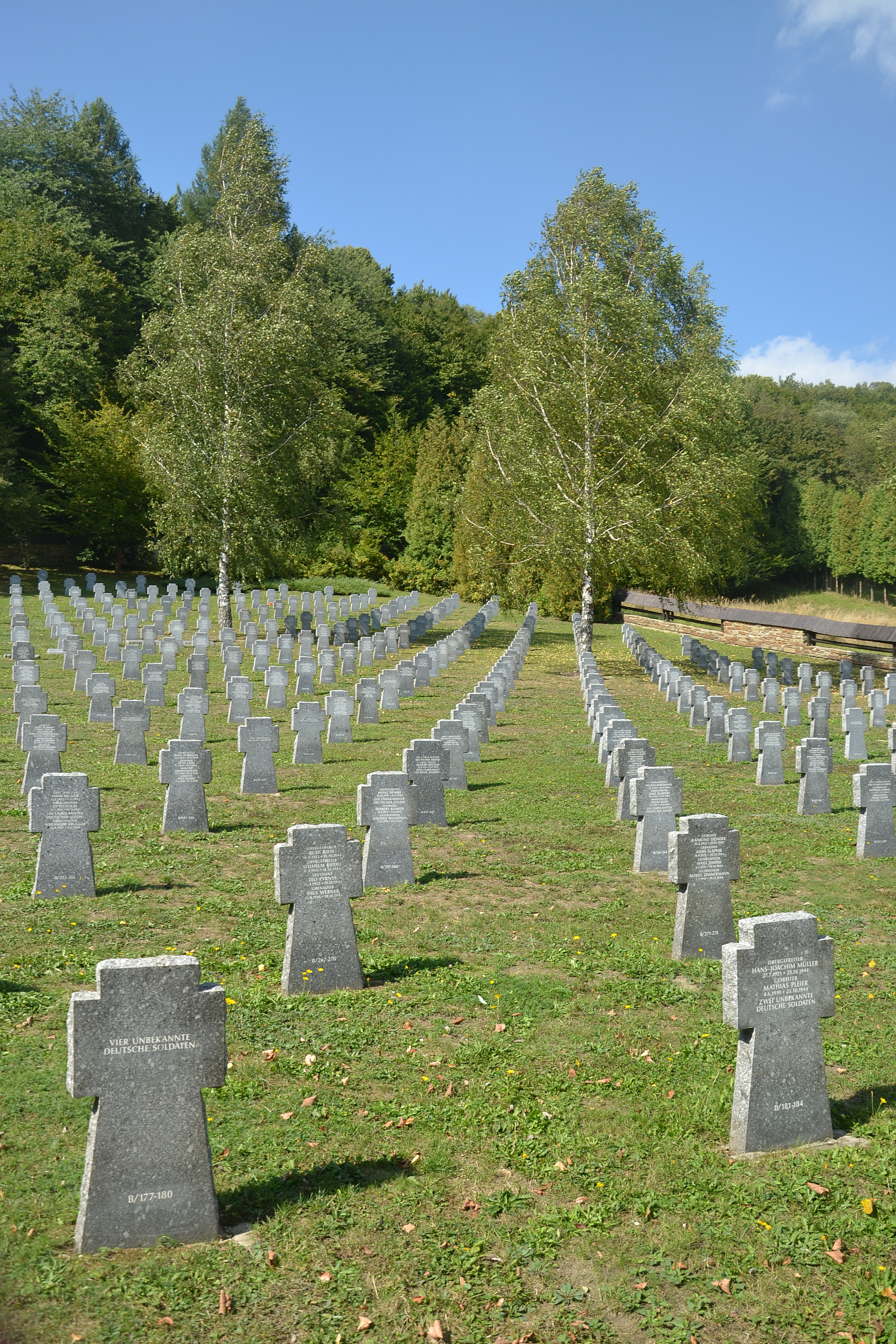
Deutscher Soldatenfriedhof

- griechisch-katholische Holzkirche aus dem Ende des 18. Jahrhunderts. Die Kirche des Entschlafens der seligsten Gottesgebärerin (Kostol Usnutia Presvätej Bohorodičky) ist ein barockes dreiteiliges Holzobjekt auf einem niedrigen Steinfundament. Sie wurde 1947 repariert. Die ursprüngliche Innenausstattung ist nicht mehr vorhanden, lediglich einige Ikonen sind heute in einem Museum in Bardejov. Die Kirche liegt inmitten eines Friedhofs mit alten Gräbern.[4]
- barocke griechisch-katholische Kirche aus dem Jahr 1931
- 1995 angelegter deutscher Soldatenfriedhof mit fast 3.100 beerdigten Wehrmacht-Soldaten, die während der Ostkarpatischen Operation im Spätjahr 1944 fielen[5]